# Суниса Лий
Суниса Лий(на английски: Sunisa Lee) е американска състезателка по спортна гимнастика.
Родена е в Сейнт Пол, щата Минесота. Олимпийска шампионка, сребърна и бронзова медалистка от Олимпиадата в Токио (2020). Световна шампионка за 2019 г.